# Cynthia Corla
Cynthia Corla Pricillia, kendt som Bunda Corla (født 4. juli 1974), er en indonesisk internetkendis, sangerinde og skuespillerinde.

## Filmografi

### Tv-show
| År   | Titel                       | Rolle            | Noter   |
| ---- | --------------------------- | ---------------- | ------- |
| 2023 | Ramadan Itu Berkah          | Gæstestjerne     |         |
| 2023 | Lapor Pak!                  | Gæstestjerne     |         |
| 2023 | Miss Mega Bintang Indonesia | Dommerfuldmægtig |         |
| 2023 | D'Koplo                     | Dommerfuldmægtig | Sæson 1 |
| 2025 | Catatan Demokrasi           | Kilde person     |         |

## Priser og nomineringer
AMI-priser for bedste mandlige/kvindelige elektro Dangdut-soloartist/gruppe/samarbejde.
| År   | Priser                   | Kategori                                                                | Nominering                        | Resultater |
| ---- | ------------------------ | ----------------------------------------------------------------------- | --------------------------------- | ---------- |
| 2023 | Anugerah Musik Indonesia | Bedste Dangdut Electro mandlige/kvindelige soloartist/gruppe/samarbejde | "No Comment" (sammen Tuty Wibowo) | Vundet     |
| 2023 | Dahsyatnya Awards        | Si Paling Viral Terdahsyat                                              | Cynthia Corla Pricillia           | Nomineret  |